# Tavelure du poirier
Pour les articles homonymes, voir Tavelure et Tavelure (botanique).
La tavelure du poirier est une  maladie fongique qui affecte les poiriers (genre Pyrus spp.), causée par un champignon ascomycète, Venturia pyrina.

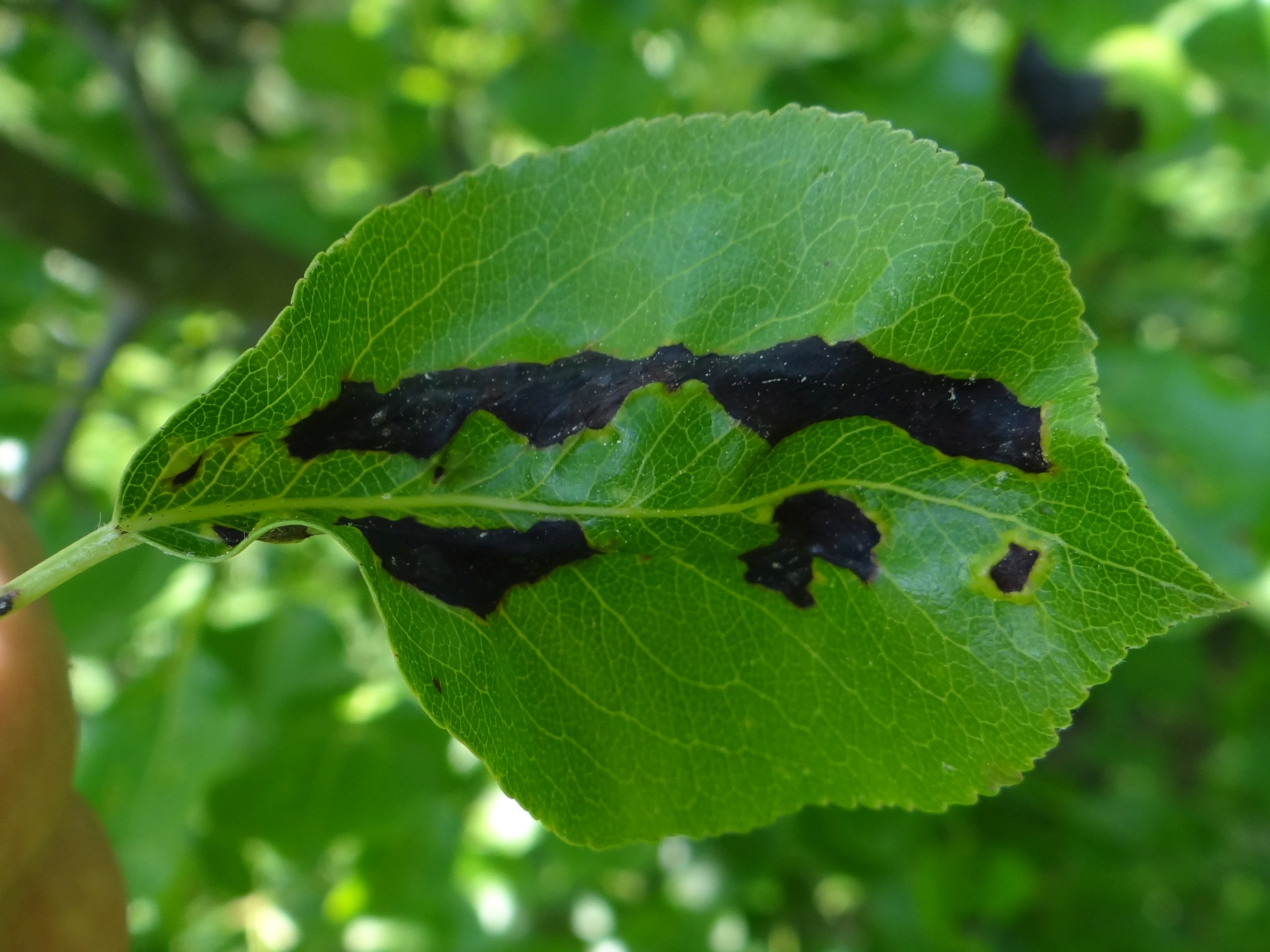
Dégâts sur feuille de poirier.

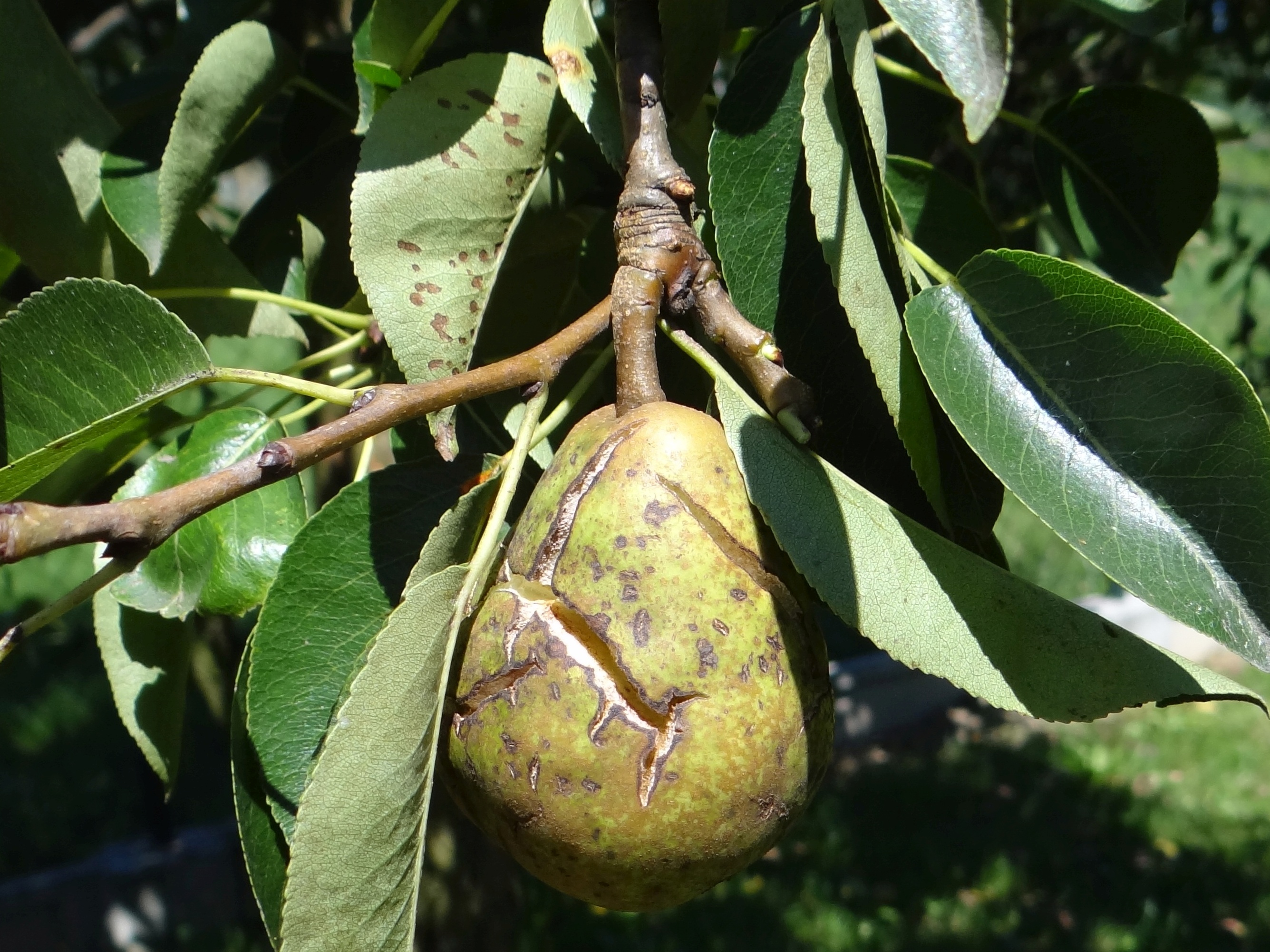
Fruits atteints de tavelure.